# Helicóptero utilitario
Un helicóptero utilitario es un helicóptero polivalente. Un helicóptero militar utilitario puede desempeñar funciones como ataque a tierra, asalto aéreo, reconocimiento, transporte de tropas y carga. El tamaño de estos está generalmente entre el de los helicópteros de carga y el de los helicópteros ligeros de observación.

## Ejemplos de helicópteros utilitarios

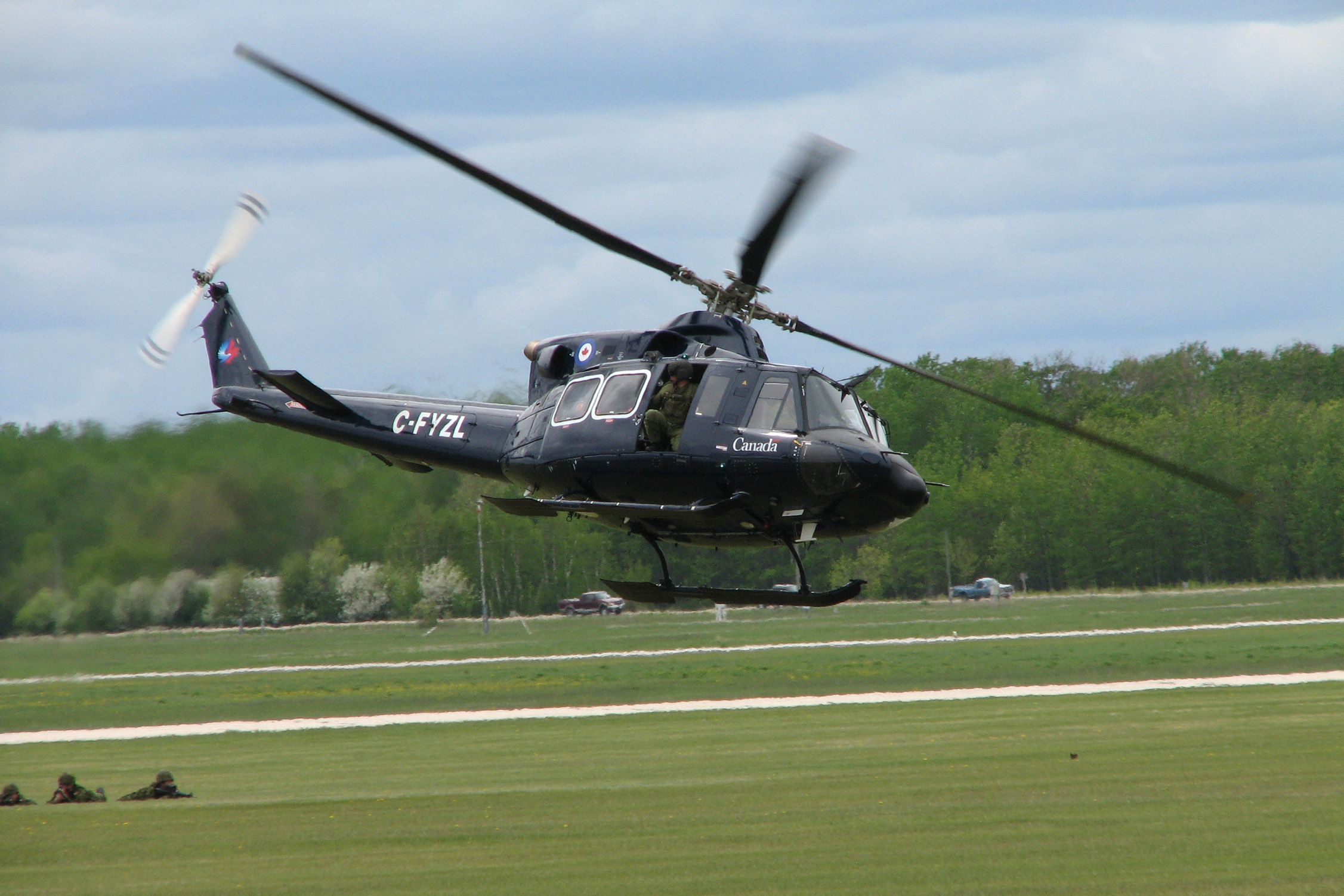
Bell 412 de la Real Fuerza Aérea Canadiense
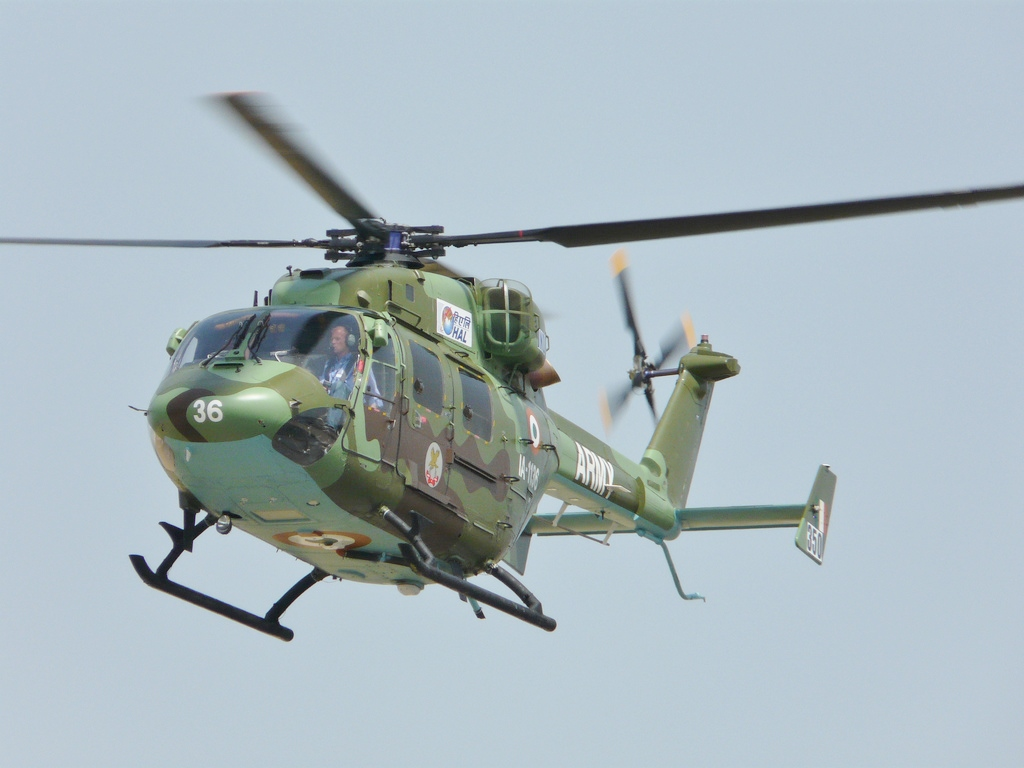
HAL Dhruv del Ejército Indio
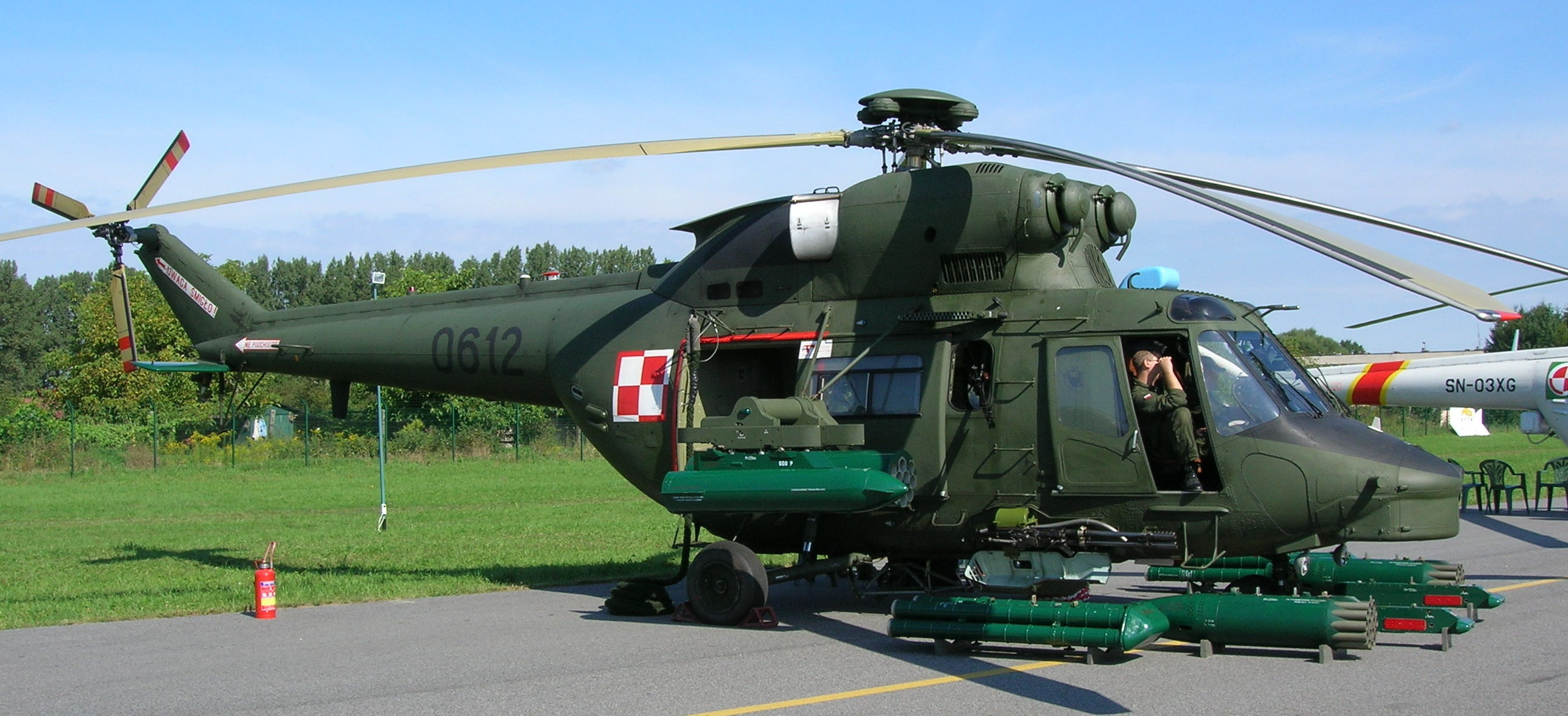
Versión armada del W-3WA
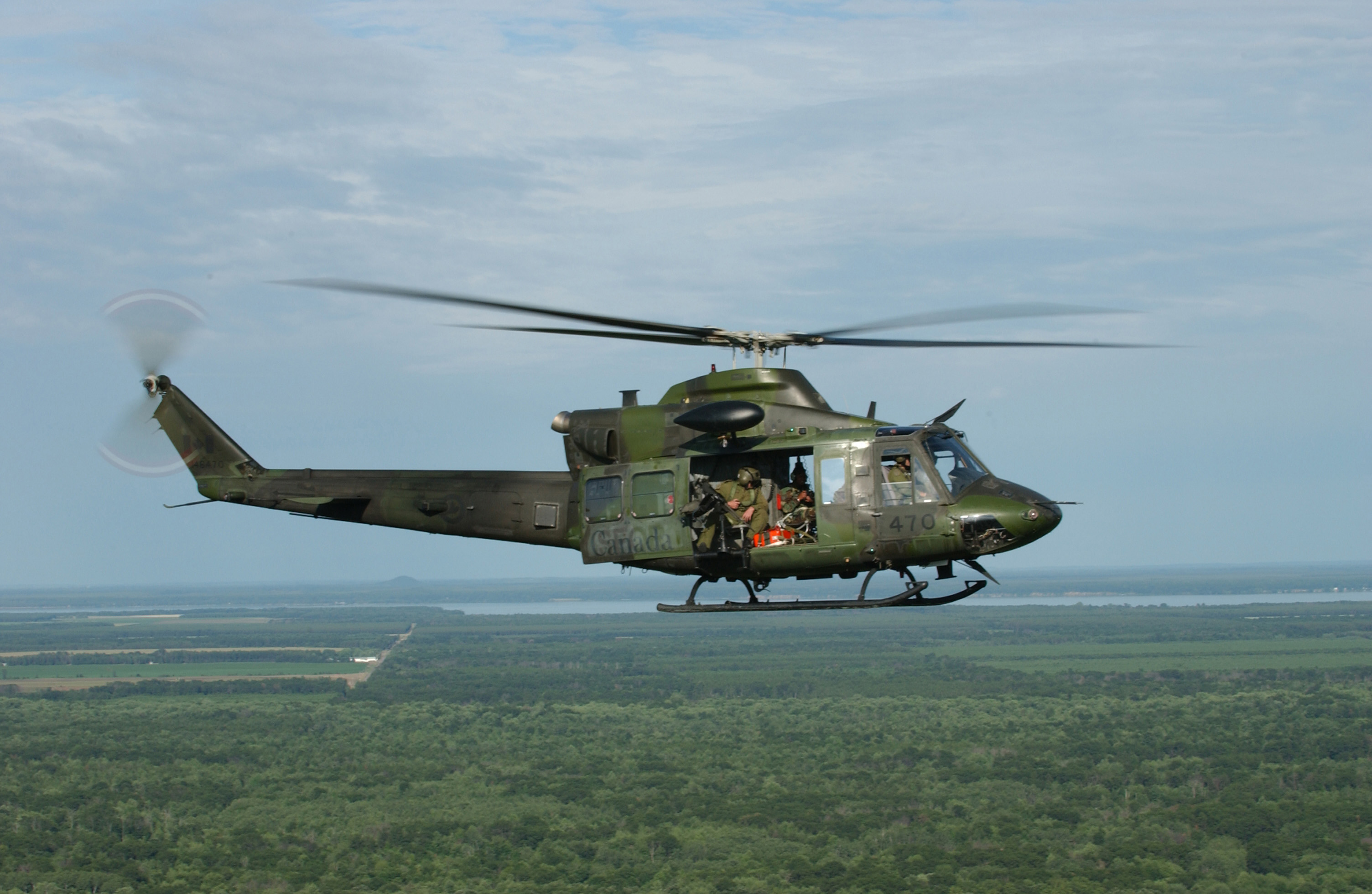
CH-146 Griffon de las Fuerzas Canadienses
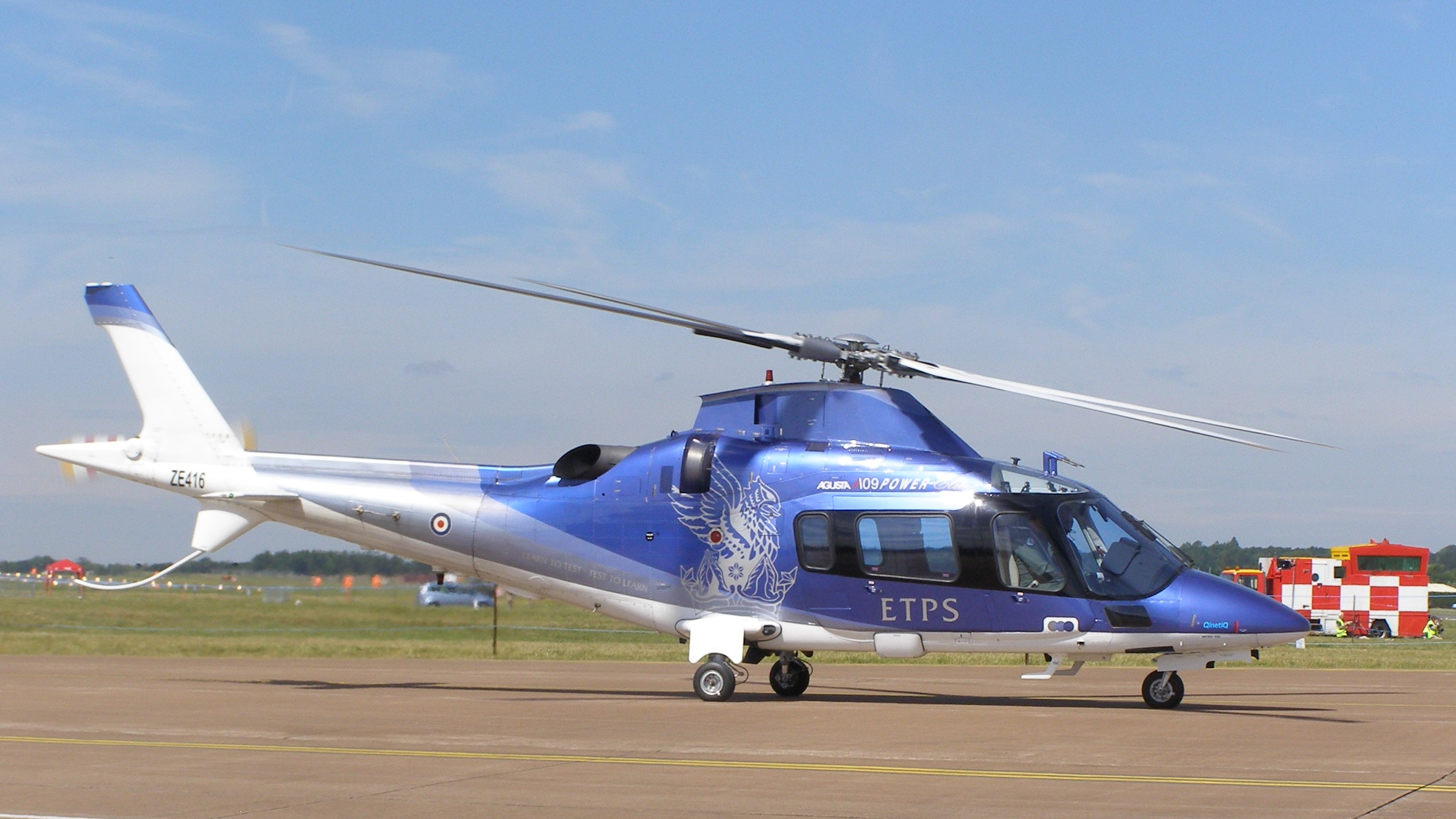
Agusta A109 operado por Empire Test Pilots' School
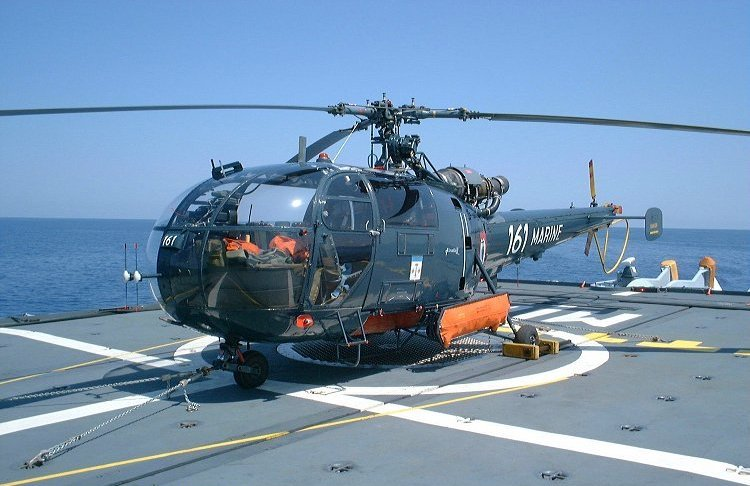
Alouette III de la Armada francesa en la fragata La Motte-Picquet
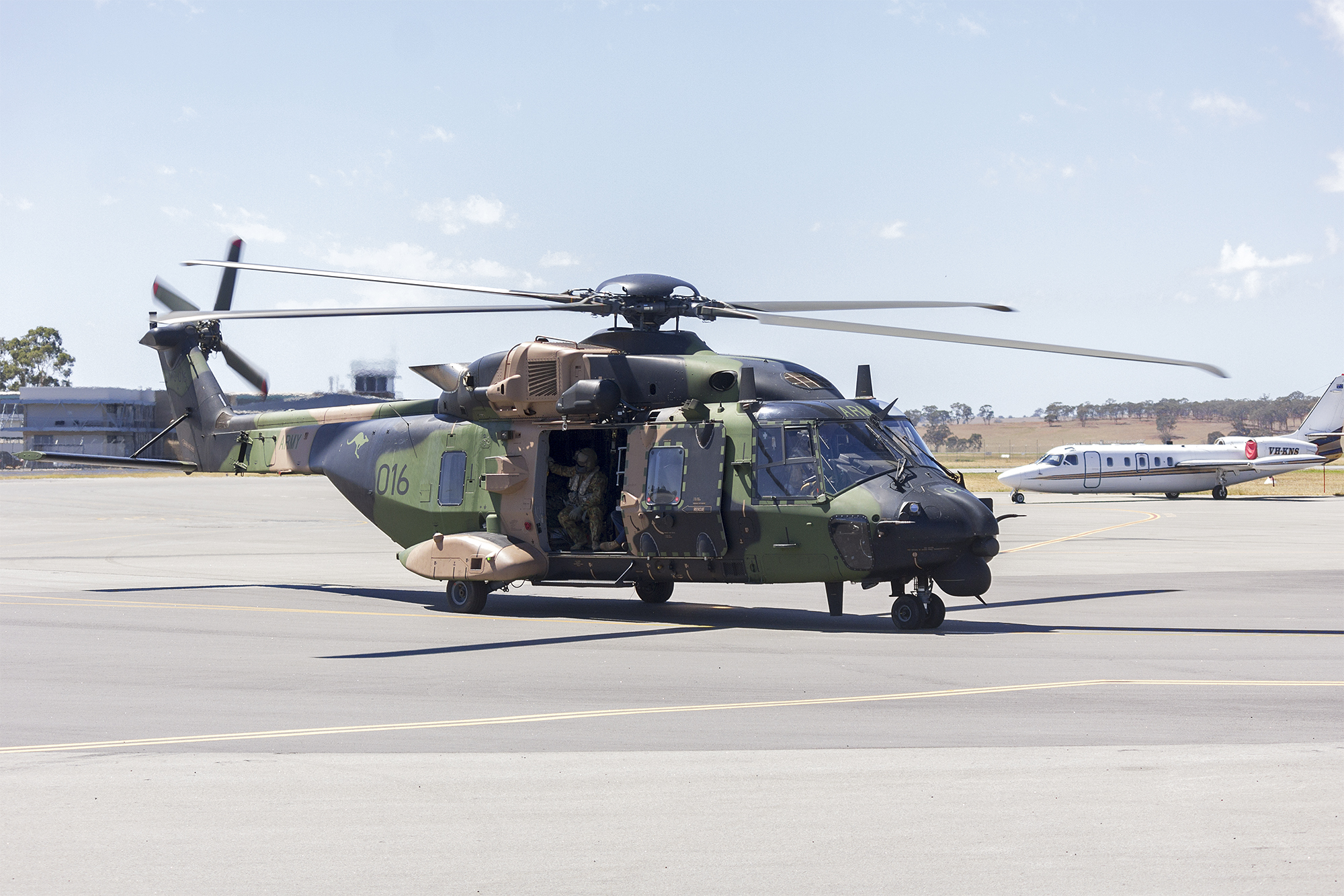
NH90 australiano
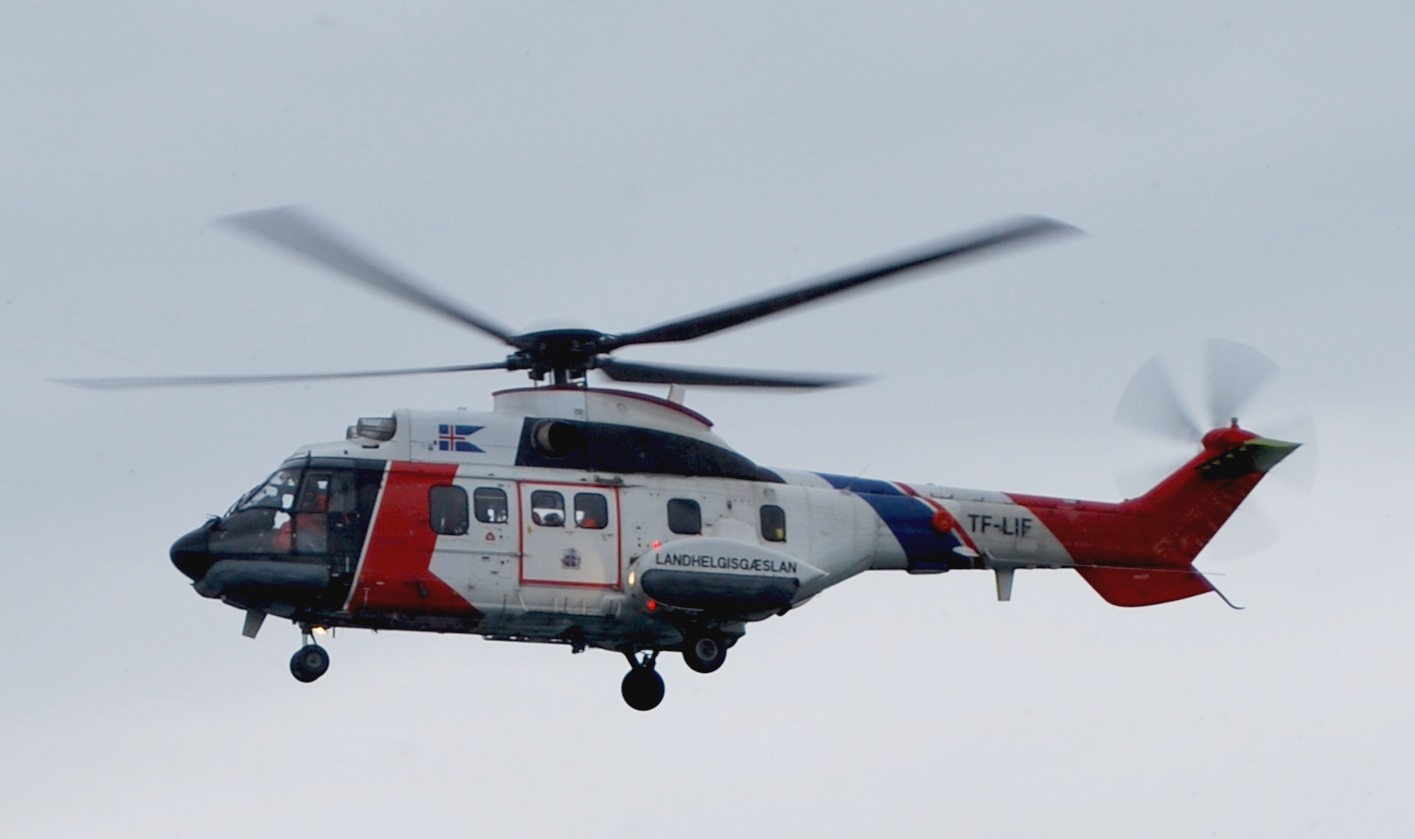
Eurocopter AS332 Super Puma islandés